# San Diego (Colômbia)

Território destacado de San Diego, Colômbia.

San Diego é um município da Colômbia, localizado no departamento de Cesar.